# Буковина (хутір)
Буковина (Буковинський) — хутір, належав до села Тисменичани.

## Історія
У межах населеного пункту Тисменичани виник хутір під назвою Буковина. За народними переказами, топонім пов'язаний із місцевістю, де зростала значна кількість букових дерев. Водночас, згідно з усними свідченнями старожилів, назва може походити від прізвища першого поселенця цієї території — Буковинського.
Згадується як «Bukowiński» у 1855 році, а також як «pasowisko Bukowinka» у 1788 році. Назва виникла внаслідок субстантивації прикметника буковинський.

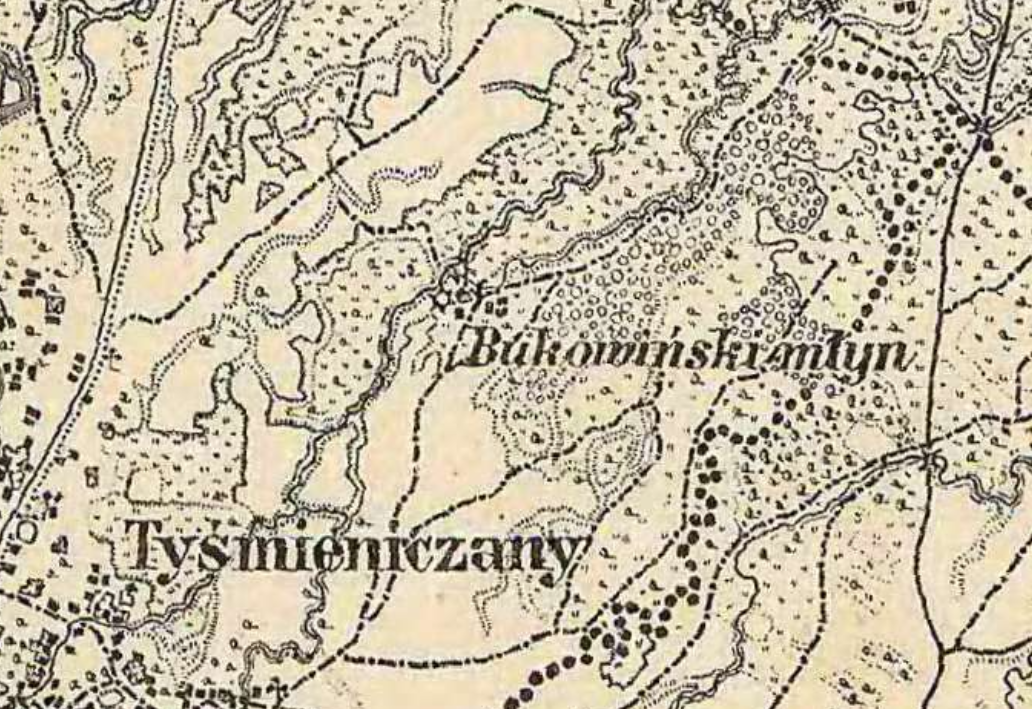
Хутір Буковина (Буковинський) на мапі 1869–1887 рр. Позначений як "Буковинський млин".